# Terpsichoré
Terpsichoré (latinsky Terpsichore, řecky Τερψιχόρη) je v řecké mytologii jednou z devíti múz, tedy dcer nejvyššího boha Dia a bohyně paměti Mnémosyné. Je Múzou tance.
Jméno Terpsichoré doslova znamená „Těšící se z tance“. Jako její atribut je uváděna lyra. Byla (ale také možná jiná z Múz) matkou Hyména (také zvaného Hymenaios), jehož otcem byl bůh Apollón.
Výraz hymenaios znamená svatbu nebo svatební píseň, zvanou epithalamion.

## Odraz v umění
Jedna z nejlepších jejích soch (pravděpodobně římská kopie helenistického originálu ze 3. stol. př. n. l.) je v pařížském Louvru, ve Vatikánském muzeu a neapolském Národním muzeu.
Významný německý luteránský hudební skladatel a teoretik Michael Praetorius pojmenoval svoji sbírku světských skladeb z roku 1612 Terpsichore.
Je také jednou z postav v baletu Igora Stravinského Apollo.